# 1,1-Dicloro-1-fluoroetà
L'1,1-dicloro-1-fluoroetà, de nom comercial freó 141b, és un haloalcà amb la fórmula C₂H₃Cl₂F. És un dels tres isòmers del diclorofluoroetà. Pertany a la família dels hidroclorofluorocarburs (HCFC) de compostos artificials que contribueixen significativament tant a l'esgotament de la capa d'ozó com a l'escalfament global quan s'alliberen al medi ambient.
El freó 141b es va desenvolupar com a substitut del CFC-11, un clorofluorocarbur totalment halogenat principalment per utilitzar-lo com a agent d'esplomat per a escumes aïllants de poliuretà i poliisocianurat i com a dissolvent en aplicacions electròniques i altres de neteja de precisió. Ja no està permès utilitzar-lo com a agent d'expansió, ja que es va descobrir que els CFC contribueixen a l'esgotament de la capa d'ozó a l'atmosfera de la Terra, la qual cosa va portar a la seva eliminació gradual sota el Protocol de Montreal. Es produeix i s'utilitza com a substitut dels clorofluorocarburs totalment halogenats amb propietats físiques comparables, ja que té propietats ambientals menys desfavorables.

## Propietats fisicoquímiques
L'1,1-dicloro-1-fluoroetà és un líquid incolor i no inflamable en condicions atmosfèriques a temperatura ambient. El compost és molt volàtil amb un punt d'ebullició de 32 °C. La seva temperatura crítica és propera als 204 °C. La seva olor s'ha descrit com la de l'èter).

## Producció i ús
L'1,1-dicloro-1-fluoroetà s'utilitza principalment com a dissolvent i agent de bufat d'escuma amb els noms R-141b i HCFC-141b. Es tracta d'una substància que esgota la capa d'ozó de classe 2 que està sotmesa a una eliminació global de la producció i ús segons el Protocol de Montreal des de finals dels anys noranta. S'està substituint per HFC en algunes aplicacions.

Pictograma

Es pot produir mitjançant fer reaccionar clorur de vinilidè amb fluorur d'hidrogen en fase líquida en presència d'un catalitzador i dissolvent a base de sulfona o nitrat. En particular, mitjançant l'ús d'un catalitzador de tetrafluorur de titani juntament amb un dissolvent de tetrametilensulfona, la majoria de reactius de clorur de vinilidè es poden convertir a HCFC-141b amb l'exclusió virtual de subproductes no desitjats i estretament associats com l'1,1-difluoro-1-cloroetà. HCFC-142b) i 1,1,1-trifluoroetà (HFC-143a) alhora que redueix la producció de quitrà al mínim.

## Efectes ambientals
La concentració d'HCFC-141b a l'atmosfera va créixer a prop de 25 parts per bilió l'any 2016. Té un potencial d'esgotament de la capa d'ozó (ODP) de 0,12. És un valor baix en comparació amb l'ODP = 1 del triclorofluorometà (CFC-11, R-11), que també va créixer unes deu vegades més abundant a l'atmosfera abans de la introducció de HFC-141b i la posterior adopció del Protocol de Montreal.

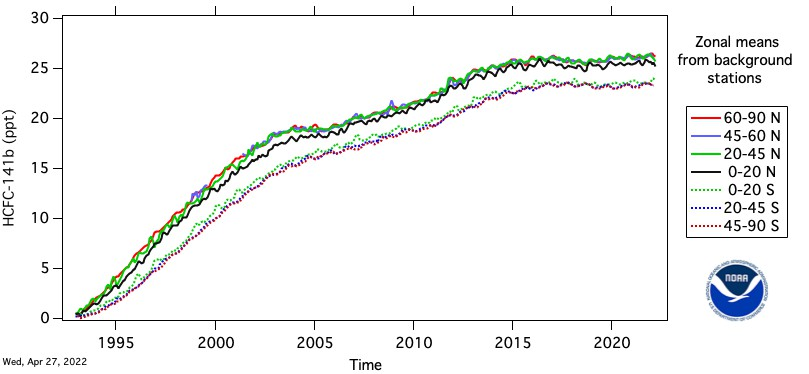
Creixement de HCFC-141b a l'atmosfera terrestre des de l'any 1993

Avui en dia, l'1,1-dicloro-1-fluoroetà ja no s'utilitza als països desenvolupats a causa del seu impacte ambiental, però encara es pot utilitzar en alguns països en desenvolupament o en aplicacions especialitzades on encara no s'ha substituït per productes químics alternatius.
L'HFC-141b també és un gas d'efecte hivernacle menor però potent. Té una vida útil estimada d'uns deu anys i un potencial d'escalfament global de cent anys que oscil·la entre 725 i 2500.Això es compara amb el GWP = 1 de diòxid de carboni, que va tenir una concentració atmosfèrica molt més alta, de prop de 400 ppm, l'any 2020.

## Dades de toxicitat humana
El llindar d'olor de l'aire en subjectes sans és d'aproximadament 250 ppm (Utell et al. 1997). Segons la informació recopilada pel Centre Europeu d'Ecotoxicologia i Toxicologia de Substàncies Químiques (ECETOC) (1994), els valors típics de la mitjana ponderada en el temps (TWA) de 8 hores per a diferents ocupacions en una planta de producció d'HCFC-141b oscil·laven entre 1 i 70 ppm. En un laboratori d'investigació en què estaven operant màquines que utilitzaven diclorofluoroetà (isòmer no descrit) com a dissolvent, els resultats de les mostres de captura van oscil·lar entre 10 i 100 ppm. Els valors de TWA de 8 hores per als tècnics que treballaven a la sala de màquines i una sala contigua eren d'aproximadament 2 a 9 ppm.